# Кеппель, Уильям, 4-й граф Албемарл
Уильям Кеппель (англ. William Keppel; 14 мая 1772, Лондон, Великобритания — 30 октября 1849, Квиденхэм, Норфолк, Великобритания) — английский аристократ, 4-й граф Албемарл, 4-й виконт Бери и 4-й барон Ашфорд с 1772 года (до этого носил титул учтивости виконт Бери), кавалер Королевского Гвельфского ордена.

## Биография
Уильям Кеппель принадлежал к знатному британскому роду голландского происхождения. Его прадед Арнольд ван Кеппель получил графский титул от Вильгельма III Оранского; по женской линии Уильям происходил от одного из бастардов короля Карла II. Он родился 14 мая 1772 года как единственный ребёнок Джорджа Кеппеля, 3-го графа Албемарла, и Энн Миллер. Уже в возрасте пяти месяцев Уильям номинально принял наследство после смерти отца. Занимал придворную должность конюшего (1830—1834, 1835—1841), заседал в личном совете при короле в 1830 году. В 1833 году граф стал кавалером Королевского Гвельфского ордена.
Кеппель был женат с 1792 года на Элизабет Саутвелл, дочери Эдуарда Саутвелла, 20-го барона де Клиффорда. В этом браке родились 11 детей:
- Мэри (умерла до 1898), жена Генри Стефенсона;
- Эдуард (умер в 1883);
- Уильям, виконт Бери (1793—1804)[2];
- Огастес, 5-й граф Албемарл (1794—1851)[2];
- София (1798—1824), жена сэра Джеймса Макдональда, 2-го баронета[3];
- Джордж, 6-й граф Албемарл (1799—1891)[2];
- Энн (1803—1844), жена Томаса Кука, 1-го графа Лестера;
- Джорджиана (1806—1854), жена Эдуарда Хилла и Уильяма Магана;
- Генри (1809—1904)[3];
- Томас (1811—1863)[3];
- Каролина (1814—1898), жена Томаса Гарньера[4].

В 1822 году Кеппель женился во второй раз — на Шарлотте Ханлок, дочери сэра Генри Ханлока, 4-го баронета. Этот брак остался бездетным.